# 桃園市政府客家事務局
桃園市政府客家事務局，為桃園市政府所屬一級機關，設於龍潭區，桃園縣政府時期局長為賴俊宏，桃園市政府時期第一任局長蔣絜安，現任局長則是范姜泰基。

## 組織

### 行政單位
- 秘書室
- 人事室
- 會計室
- 政風室

### 業務單位
- 綜合規劃科
- 文教發展科
- 營運管理科
- 產業設施科

## 業務
主要業務包括桃園市內客家文化及語言推廣、客家特色產業行銷、客家文化館館舍活化等。

## 歷任局長
- 第1任：賴俊宏
- 第2任：蔣絜安
- 第3任：何明光
- 代理局長：戴興達
- 第4任：黃傅淑香
- 第5任：林昭賢（曾任第2屆桃園市議員）
- 第6任：范姜泰基

## 外部連結
- 桃園市政府客家事務局 （页面存档备份，存于）（中文）